# 西川町民体育館
西川町民体育館（にしかわちょうみんたいいくかん）は、山形県西村山郡西川町にある公共の屋内スポーツ施設である。

## 概要
西川町役場などがある西川町の中心地に位置する。体育館の外には敷地面積14,591m2、野球場やソフトボール場を備えた西川町民グラウンドもあり、西川町交流センターあいべ、西川町中央公民館、西川町立図書館も同じ敷地内に存在する。
1976年に新築オープンした建物を40年使用してきたが、建物の耐震化や改修が必要となったため、2016年6月から7月に建物を解体し、その跡地に新体育館の建設を開始した。2016年8月3日に起工式および安全祈願祭が行われた。建設費は解体工事費用を含め約8億5600万円を見込み、国の交付金を活用した。 2017年9月1日に開館記念式典が行われた。

## 施設概要
- 1F
  - アリーナ（1,344m2（42m×32m））
  - 玄関ホール
  - 健康体力相談室
  - 事務室
- 2階
  - 会議室・研修室
  - 走路（1周約160m）
  - トレーニングルーム・体力測定室
  - 観客席（214席）

## 周辺
- 西川町役場
- 西川町立病院
- 寒河江川
- 国道112号